# Gregory Motton

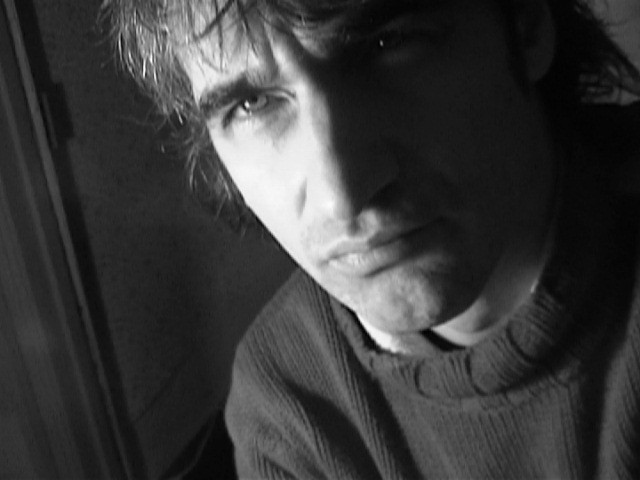
Gregory Motton

Gregory Motton, född 1961, engelsk-irländsk pjäsförfattare och översättare, bosatt i London. 
Bland publikationerna märks Ambulance (1987), Chicken (1987), Downfall (1988), Looking At You (Revived) Again (1989), Message For The Broken Hearted (1993), The Sleeping Beauty (1993), The Terrible Voice Of Satan (1993), Cat And Mouse (Sheep) (1996), Lazy Brien (1996), A Little Satire (1997), In Praise of Progress (1999), A Monologue (1999), God’s Island (2000), Gengis Amongst the Pygmies (2003), A Holiday in the Sun (2005). 
Motton har översatt en rad pjäser av August Strindberg och den norske dramatikern Jon Fosse. Stilen är satirisk, korthuggen, ibland absurd. Mottons pjäser har översatts till franska, finska, japanska, ungerska, danska, tyska, portugisiska, italienska och svenska. De har framför allt spelats i Frankrike. Radiopjäsen Lazy Brien har spelats på BBC i Storbritannien.